# Bibliothèque Angellier
Pour les articles homonymes, voir Angellier.
La bibliothèque Angellier est une bibliothèque universitaire dite « de composante » : c'est la bibliothèque du département « Angellier » de la faculté LLCE (Langues, Littératures et Civilisations Etrangères) de l'université de Lille (Lille - Nord de France).
Ses collections physiques sont estimées à environ 58 000 documents sur la langue, la littérature et la civilisation des pays anglophones et tout ce qui peut s'y rattacher, de la méthodologie littéraire aux ouvrages de linguistique française et anglaise (en anglais et en français). Le fonds documentaire est majoritairement constitué de monographies mais sont également conservés périodiques, enregistrements de textes lus, mémoires et usuels.

## Historique

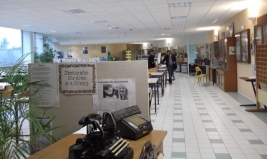
Salle de lecture

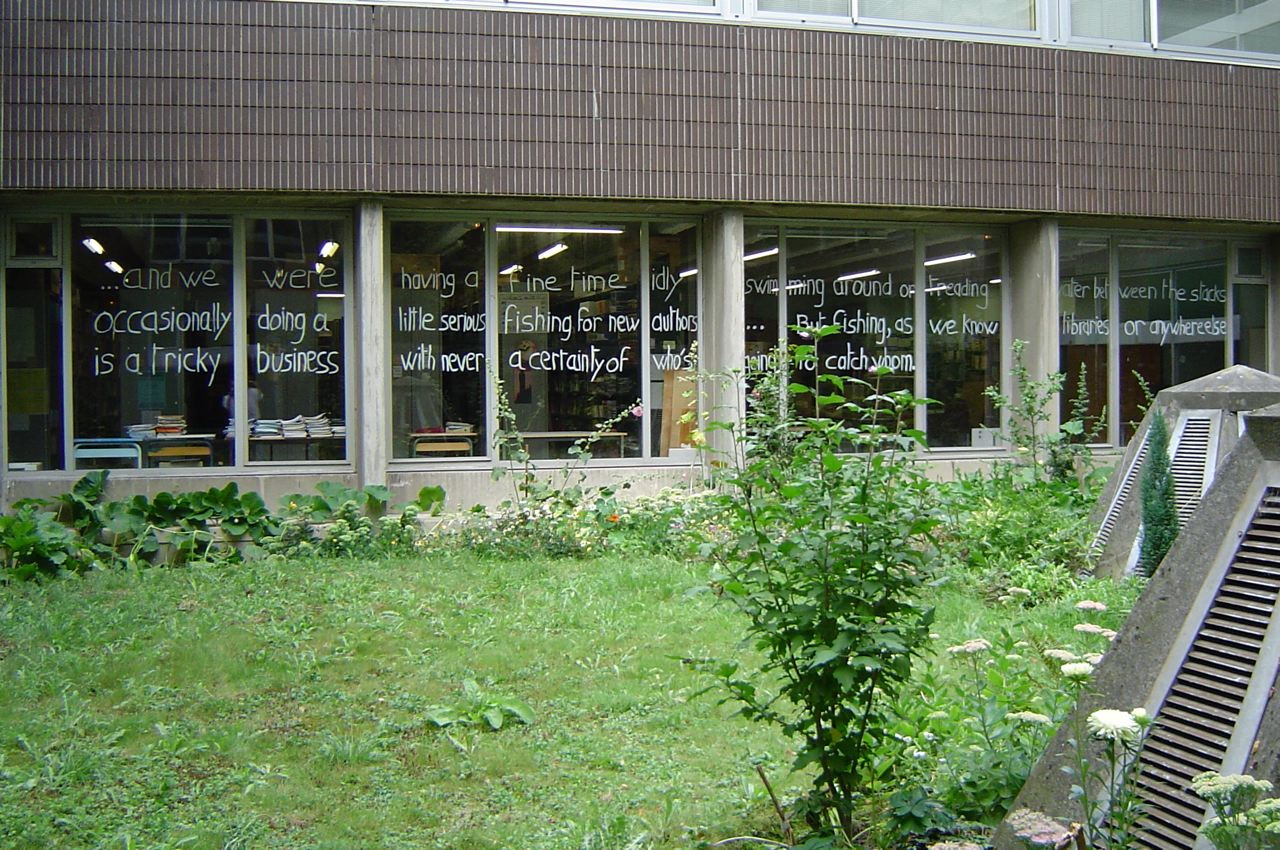
Patio

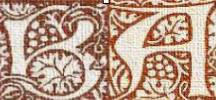

La bibliothèque Angellier tire son origine de la bibliothèque personnelle du professeur Auguste Angellier qui légua ses livres à la faculté de Lettres de Lille. Ceux-ci furent alors dispersés entre les collections de la Bibliothèque universitaire et municipale de Lille et les armoires de la salle du groupe d'anglais de la Faculté de Lettres. C'est seulement à partir du début du XXe siècle que la bibliothèque, alors devenue la bibliothèque de référence du groupe d'anglais, connaît un certain enrichissement de ses collections par des acquisitions dans certains domaines des études anglophones alors étudiés, notamment la littérature anglaise. Après mai 68 et un premier déménagement partiel - livres de 1re et 2e année de licence - de la rue Angellier à Lille vers les pré-fabriqués du campus de la Cité scientifique de Villeneuve-d'Ascq, elle s'installe en 1974 dans les locaux nouvellement construits du Domaine universitaire du Pont de Bois, dans la même ville. Devenue alors bibliothèque d'UER (Unité d'enseignement et de recherche), elle devient bibliothèque d'UFR en 1984 avec la nouvelle loi d'orientation régissant l'enseignement supérieur et la recherche. Lorsque la Faculté de Droit de l'université de Lille II quitte le campus du Pont de Bois en 1996, l'université Lille III réinvestit le Bâtiment B du campus pour y installer les UFR de lettres, langues et civilisation étrangères. La Bibliothèque Angellier s'y installe donc également en 1998, au rez-de-chaussée d'un bâtiment rénové, dans un espace plus important, précédemment occupé par la bibliothèque de Droit. En septembre 2012 les UFR Angellier (études anglophones), d’Études germaniques et scandinaves et d’Études romanes, slaves et orientales fusionnent pour créer la Faculté LLCE.
L'évolution de l'établissement est marquée par plusieurs déménagements des collections, dont le dernier a été le plus important, accompagné par une extension des surfaces utilisées avec un stockage en magasin et en réserve.
En plusieurs décennies, la bibliothèque a rencontré diverses évolutions techniques, dont elle a tenu compte. Différentes techniques ont également été mises en œuvre dans la constitution de catalogues de plus en plus complexes (catalogues manuscrits et imprimés, fichiers papier et, depuis 1992, catalogues informatisés). 
La Bibliothèque Angellier a aussi diversifié son activité, notamment par la création d'un site Internet de ressources documentaires spécialisées et l'organisation d'expositions. Depuis 1984, elle fait également partie du réseau documentaire de l'Université constitué en Service Commun de la Documentation.
L'histoire de la bibliothèque est celle d'accroissements successifs des collections par des legs de certains enseignants-chercheurs (le legs de la bibliothèque du Pr. Jean Ruer et celle de l'enseignante Françoise Borel, par exemple) ou les dons plus ponctuels du Centre culturel britannique de Lille ou d'autres lecteurs ainsi que les nombreuses acquisitions régulières d'ouvrages neufs, tant et si bien que la Bibliothèque Angellier, avec le fonds documentaire de la Bibliothèque universitaire centrale de l'Université de Lille était en lice début 2008 pour constituer le CADIST du domaine anglophone sur le plan national. La Bibliothèque Centrale bénéficie du dépôt légal pour les traductions d'ouvrages de fiction en anglais.

## Statuts et missions
La Bibliothèque Angellier est une bibliothèque d'UFR, dite 'de composante' sous l'autorité du Département Angellier de la Faculté LLCE, son Conseil et ses directeurs. En tant que bibliothèque de Département d'UFR, elle a pour mission de constituer des collections dans le domaine de formation et de recherches de l'UFR à laquelle elle appartient, de veiller à leur conservation et de les communiquer au public. Elle s'inscrit dans le Service Commun de la Documentation de l'université à laquelle elle appartient et de ce fait participe à l'élaboration du catalogue commun (inventaire, catalogage, exemplarisation), coopère avec d'autres établissements au niveau national et international.
Elle joue aussi un rôle de formation en méthodologie documentaire qui se traduit par une sensibilisation des étudiants de première année au monde de la documentation, et à l'intervention de la responsable dans plusieurs séminaires de méthodologie au niveau master ainsi qu'à l'élaboration d'un cahier pédagogique sur les normes de rédaction des mémoires de master.
La salle de lecture est accessible gratuitement à tout public.  Le magasin et la réserve ne sont accessibles qu'au personnel de la bibliothèque et aux enseignants-chercheurs de la Faculté LLCE. La consultation d'ouvrages sur place est libre. Le prêt à domicile est réglementé par le Service commun de la documentation de l'université.

## Constitution d'un CADIST
En concertation avec la Bibliothèque universitaire centrale, la Bibliothèque Angellier a eu le souhait de participer à la constitution du Centre d'acquisition et de diffusion de l'information scientifique et technique du domaine anglophone au niveau national. Le CADIST d'anglais aurait dû exister dès la fin des années 1970, mais il n'avait finalement pas vu le jour, contrairement à de nombreux autres CADIST. C'est une demande conjointe de Paris III - Sorbonne nouvelle et de l'Université de Lille qui permet aux bibliothèques de ces universités de devenir en 2008 les bibliothèques de référence en anglais pour toutes les universités françaises (domaine américain, Commonwealth et linguistique anglaise pour Paris III, Grande-Bretagne et Irlande pour l'Université de Lille). L'une de leurs fonctions les plus importantes est la diffusion de leurs collections qui se fait donc de manière beaucoup plus importante qu'avant 2008 par l'intermédiaire du Prêt entre bibliothèques (PEB).

## Activités culturelles
La Bibliothèque Angellier essaie depuis quelques années de mettre en valeur ses collections. 
Ainsi, en 2001, l'exposition Reliures anglaises et américaines du XIXe siècle fut la première exposition virtuelle organisée par le SCD de l'université. Les ouvrages présentés provenaient du fonds général de la Bibliothèque centrale de l'université et des collections de la Bibliothèque Angellier.
L’ensemble du travail a été coordonné par Isabelle Westeel, conservateur. 
L’exposition comprend 671 pages Web et 287 images et peut être visitée à cette adresse : Reliures anglaises et américaines du XIXe siècle
En décembre 2004, riche de son fonds sur William Morris, la Bibliothèque Angellier a pu présenter certains aspects de la biographie de cet Anglais au génie multiple dont l'une des œuvres majeures figurait au programme du CAPES et de l'agrégation d'anglais. L'ensemble du travail a été coordonné par Nicole Gabet.
Un diaporama de cette exposition est disponible sur le site de la Bibliothèque Angellier à l'adresse suivante :
Exposition William Morris - Diaporama
En 2006, la Bibliothèque Angellier a présenté une exposition sur le neuvième art, la Bande Dessinée (de langue anglaise). Un éclairage particulier a été porté sur le roman graphique, mouvement littéraire et artistique en plein essor.
En 2008, c'est une exposition intitulée Darwin, Darwinisme, évolutionnisme et créationnisme : Darwin dans la tempête qu'a présentée la Bibliothèque Angellier. Son contenu concernait les "courants et théories, croisades et controverses" liés à l'évolutionnisme, depuis la parution de L'Origine des espèces jusqu'en 2008, non seulement aux États-Unis mais dans le monde (avec l'accent mis sur le travail des Créationnistes et la question de la Bible versus Darwin). Un livre géant contenant les affiches de l'exposition est à la disposition des lecteurs de la bibliothèque.
En 2009, exposition "Du livre au film : l'adaptation cinématographique, domaine anglo-saxon".
En 2010, exposition sur George Orwell.

## Organisation interne
Le doyen de la Faculté LCS est élu pour un mandat de 4 ans. Actuellement, Pr Philippe Vervaecke est doyen de la faculté Langues, Cultures et Sociétés. Après avoir été placée, pendant quarante années, sous la responsabilité de Nicole Gabet-Douay, la Bibliothèque Angellier est maintenant dirigée par Brigitte Vanyper, assistée d'une équipe de 6 moniteurs.

## Collections
Le fonds Auteurs rassemble la littérature anglophone, tous siècles confondus, par auteurs (recueils, œuvres choisies et monographies) ainsi que les critiques d'œuvres, d'auteurs et les biographies.
Les Anthologies regroupent surtout des œuvres poétiques et romanesques.
La Civilisation britannique et la Civilisation américaine occupent une place importante. Les acquisitions dans ces domaines sont régulières.
Le fonds Littérature (études) présente des études littéraires par genre ou siècle : 1 généralités, regroupement par nation ou thèmes ; 2 genre didactique : essais, éloquence, discours, genre épistolaire, mémoires, journal de vie, souvenir, pamphlets, maximes, biographies et autobiographies ; 3 humour, ironie, nonsense, satire, parodies, comique, caricature ; 4 nouvelles, contes, légendes, récits, histoires ; 5 poésie, genre épique / lyrique / pastoral (bucolique) ; 6 roman ; 7 théâtre, genre dramatique : comédie, farce tragédie, drame, comédie musicale, opéra : opéra comique ; M.A. le Moyen Âge (650 à 1516) ; 16e l’époque élisabéthaine (1516 à 1625) ; 17e du puritanisme à la restauration (1625 – 1702) ; 18e du classicisme au pré-romantisme ; 19e romantisme et époque victorienne (1798 – 1914) ; 20e de 1914 à nos jours
Le fonds Méthodologie offrent des ressources utiles aux étudiants anglicistes.
Le rayon Langue présentent plusieurs rubriques : 1 ; 2 grammaire ; 3 ; 4 linguistique ; 5 didactique, pédagogie ; 6 phonétique, phonologie ; 7 prosodie ; 8 vocabulaire, lexique, traduction
Le fonds Cinéma regroupe les ouvrages de référence en sémiologie de l'image, filmologie et histoire du cinéma anglophone.
Les Périodiques auxquels la BA est abonnée ne sont plus très nombreux. Les collections mortes sont en revanche très fournies.
Les Mémoires de maîtrise et de master sont archivés à la Bibliothèque Angellier depuis les années 1950. Les productions des étudiants sont réparties selon les divers thèmes de recherche de l'UFR : traduction spécialisée ; civilisation américaine ;
civilisation britannique ; domaine irlandais ; linguistique et didactique ; pédagogie (jusqu’à 1999) ; littérature anglaise des XVIe, XVIIe, XVIIIe, XIXe et XXe siècles ; littérature américaine des XIXe et XXe siècles.
La bibliothèque possède un site Internet qui propose des ressources utiles pour anglicistes.

### Fonds Ruer

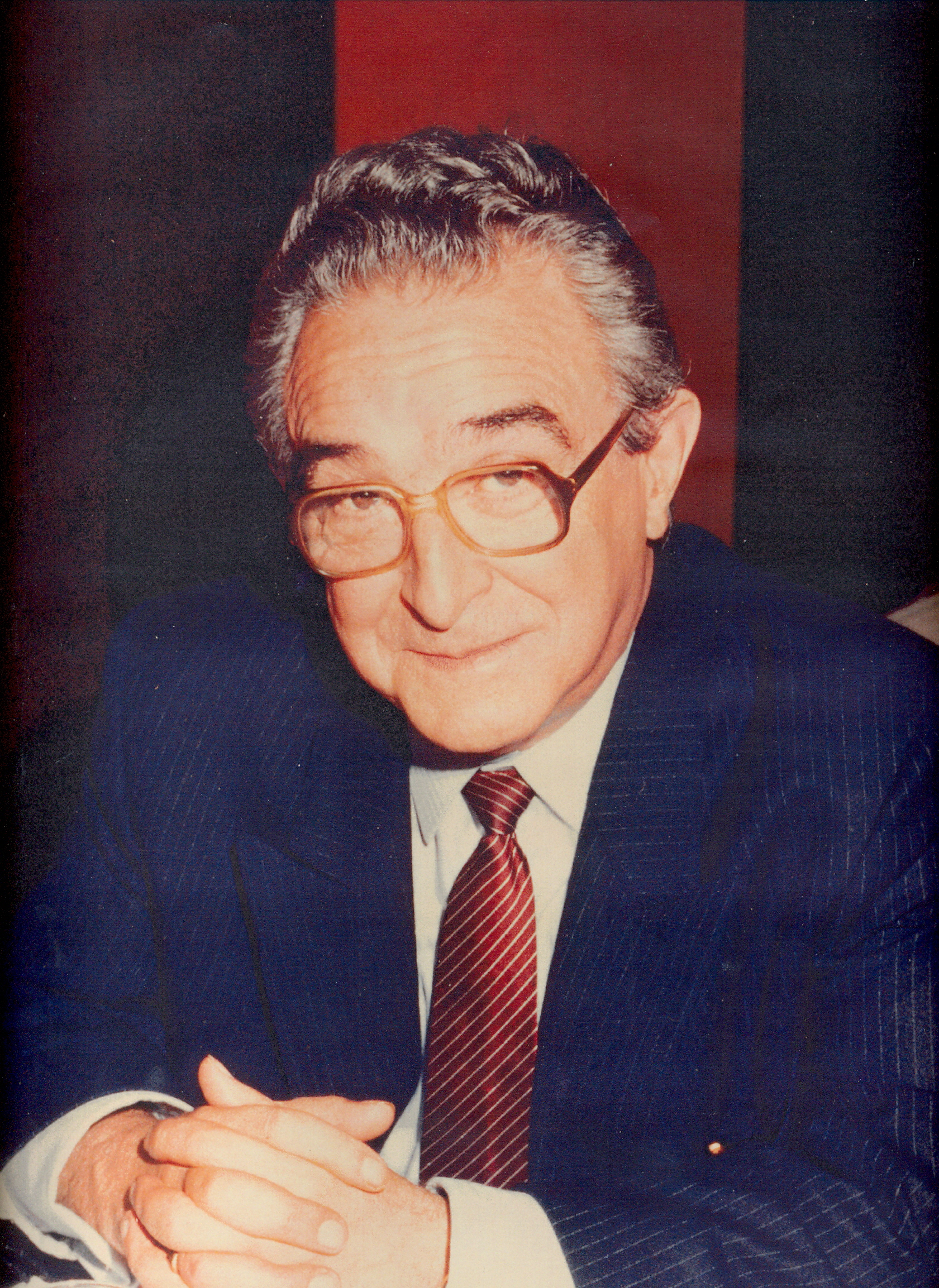
Pr. Jean Ruer

Le Fonds Ruer fut la bibliothèque personnelle du Pr. Jean Ruer (1925-1987), qui légua l'intégralité de ses livres (3357) à la Bibliothèque Angellier. Ce fonds, tout en étant très varié, reste un fonds spécialisé en études anglophones.

## Les catalogues
Le Service Commun de la Documentation de l'université a enrichi successivement plusieurs types de catalogues informatisés. Ainsi, depuis 1992, les acquisitions des bibliothèques d'UFR de l'université sont intégrées au catalogue électronique dont les bases ne forment aujourd'hui plus qu'une. La rétroconversion pour les ouvrages acquis par la Bibliothèque Angellier avant 1992 étant toujours en cours, les fichiers papier ont toujours lieu d'être. Seule la moitié du fonds figure dans le Catalogue des Bibliothèques du SCD de l'université. Le catalogue de la Bibliothèque Angellier est en partie intégré au SUDOC (catalogue collectif des bibliothèques universitaires françaises).

## Localisation
La Bibliothèque Angellier se situe dans le bâtiment B du Campus Pont de Bois de l'Université de Lille, niveau forum -1, porte B3.107.
Ce site est desservi par la station de métro Pont de Bois.